# Piana di Monte Verna
Piana di Monte Verna (Chiana e Munte Verna in campano; fino al 1976 Piana di Caiazzo) è un comune italiano di 2 124 abitanti della provincia di Caserta in Campania.

## Geografia fisica
Si estende su una superficie di 23 chilometri quadrati circa 15 chilometri a nord-est di Caserta.
Il paese sorge ai piedi del monte Verna e si trova a 84 metri sul livello del mare, raggiungendo la quota minima di 21 metri nella piana e 592 metri sul monte Santa Croce, una delle punte della catena dei Monti Trebulani. A sud del territorio scorre il fiume Volturno.

## Storia
Come fa rilevare Monsignor Bernardino Di Dario nel suo Notizie storiche della città e diocesi di Caiazzo (ed. Carabba, 1940) – il Casale di Piana di Caiazzo (l'attuale Piana di Monte Verna) non esisteva nel X secolo. Difatti, nella Bolla con cui Gerberto, Arcivescovo di Capua, elencava al Vescovo di Caiazzo Santo Stefano Minicillo le chiese esistenti nei villaggi circostanti Caiazzo, non viene in alcun modo menzionato quello di Piana.
I primi cenni li troviamo in una pergamena dell'Archivio Capitolare datata 1205 (fasc.6 n.30, ora II.5) dove si nomina una terra sita nella Piana di Caiazzo a Sant'Angelo, non molto lontana dalla Chiesa di Sant'Angelo. In un'altra del 1256 (fasc.5 n.165, ora IV.21) si parla di una terra sita "alla Piana sotto la Chiesa di Sant'Andrea di Polizzano". In una terza del 1309 (fasc. I n.29, ora X.7) si nomina la Villa dei Martelli nella Piana. Una quarta del 1326 (fasc.3 n.92, ora XII.15) si nomina il Casale di Porciano. In una quinta, infine, del 17 maggio 1326 si parla della Villa di Polizzano e della terra di S.Andrea della Piana di Caiazzo.
È opinione del Di Dario che i diversi villaggi che oggi formano Piana di Monte Verna si siano andati formando in diverse epoche dopo l'anno 1000. Nella bolla dell'Arcivescovo Gerberto viene anche citata la chiesa di Santa Maria e San Gennaro in Marciano e la chiesa di San Vittore in Persoli, sembrando, quest'ultima, costruita nel luogo dove anticamente sorgevano le terme di una fabbrica reticolata che il Di Dario giudica con molta probabilità far parte di una villa della famiglia Marciano, dalla quale avrebbe preso poi il nome il territorio circostante. 	
Altre fonti rivelano che, nel 1567, monsignor Fabio Mirto unì le parrocchie di Sant'Angelo ai Martelli e di San Silvestro a Vascelli a quella di Sant'Andrea. Una volta, poi, edificata l'attuale Chiesa dello Spirito Santo, le tre parrocchie furono riunite sotto quest'ultima e, già dal 1618, come appare dalla visita di monsignor Filomarino, il parroco risiedeva stabilmente nella chiesa dello Spirito Santo. Il Di Dario rileva ancora nel suo lavoro che nella Diocesi di Caiazzo vi furono due case dei Benedettini: quella di Sclavia e quella di Santa Croce Montis Vernæ. Presso la prima sorse la Villa Sclavia, mentre presso la seconda sorse la Badia che si chiamò Villa Santa Croce. Pertanto Di Dario suppone che l'attuale frazione, avente lo stesso nome, sia sorta a causa della Badia Benedettina e, quindi, dopo di essa. Di questa se ne trova menzione in una pergamena del 1267 (fasc.2 n.72, ora XIX.7) dove viene citato un certo Giovanni de Adenulfo di Santa Croce; in un'altra del 1436 (fasc.2 n.69, ora XIX.7) si nomina Tommaso de Tuccio della Villa de Santa Croce e fino al 1620 non esisteva altra chiesa che quella di Santa Croce sul Monte Verna.

## Autonomia amministrativa e denominazione
Piana fu casale di Caiazzo almeno fino al 1799 come attestato dalla "Legge che riguarda la distribuzione e lo stabilimento dei cantoni del dipartimento del Garigliano" del 21 piovoso, anno 7° repubblicano [9 Febbraio 1799]. Anche Giustinianiancora lo riporta come casale di Caiazzo. Iadone attesta la unione formale a Caiazzo.
Infatti, alla separazione da Caiazzo avvenuta nel 1808 seguì la "riunione" tra il 1808 e il 1811. La separazione definitiva avvenne nel 1816.
La storica denominazione "Piana" fu modificata in "Piana di Caiazzo" nel 1862 e rimase fino al 1976.

## Monumenti e luoghi d'interesse

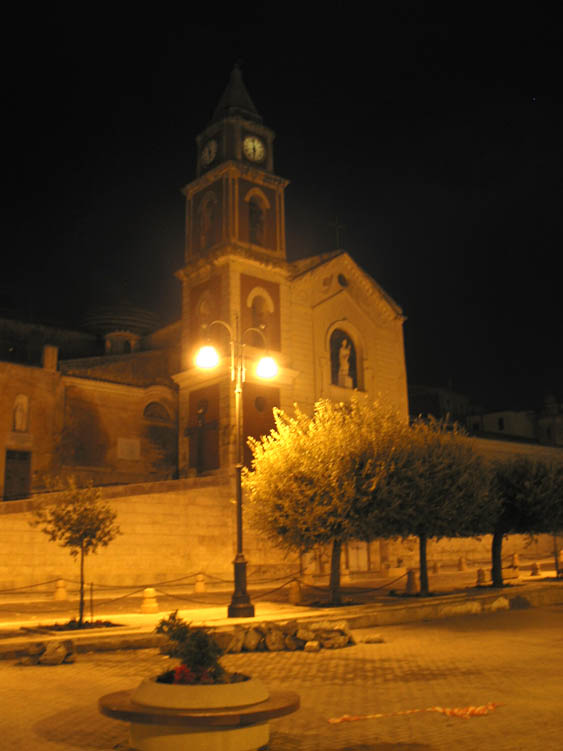
Chiesa dello Spirito Santo

A sud del paese, circondata dal cimitero, sorge la chiesa di Santa Maria a Marciano, nota dal 979, ricostruita nei primi decenni del 1300 in stile gotico e che conserva affreschi gotici, tardogotici e rinascimentali.
Nella pianura, a sud-ovest del paese, è presente la Cirio, nota azienda agroalimentare, mentre ad appena un chilometro si trova il Palamaggiò luogo degli incontri di basket della Juvecaserta. Inoltre, sul luogo detto sorgeva la Faggianeria, in quanto in epoca borbonica vi venivano allevati i fagiani e altri volatili per ripopolare le aree reali di caccia.

## Società

### Evoluzione demografica
Abitanti censiti

## Amministrazione
Di seguito è presentata una tabella relativa alle amministrazioni che si sono succedute in questo comune.
| Periodo | Periodo   | Primo cittadino            | Partito                                 | Carica  | Note |
| ------- | --------- | -------------------------- | --------------------------------------- | ------- | ---- |
| 1946    | 1956      | Ernesto Mastroianni        | Lista civica                            | Sindaco |      |
| 1956    | 1980      | Bernardino Castellano      | Democrazia Cristiana                    | Sindaco |      |
| 1980    | 1982      | Claudio Mastroianni        | Lista civica                            | Sindaco |      |
| 1982    | 1990      | Domenico Farina            | Lista civica                            | Sindaco |      |
| 1990    | 1992      | Annibale Renzo Mastroianni | Partito Comunista Italiano              | Sindaco |      |
| 1992    | 1993      | Raffaele De Marco          | Partito Socialista Democratico Italiano | Sindaco |      |
| 1993    | 1995      | Felice Santabarbara        | Lista civica                            | Sindaco |      |
| 1995    | 1999      | Felice Santabarbara        | Lista civica                            | Sindaco |      |
| 1999    | 2004      | Raffaele De Marco          | Lista civica (Centro-sinistra)          | Sindaco |      |
| 2004    | 2009      | Raffaele De Marco          | Lista civica (Centro-sinistra)          | Sindaco |      |
| 2009    | 2014      | Raffaele Santabarbara      | Lista civica                            | Sindaco |      |
| 2014    | 2019      | Giustino Castellano        | Lista civica                            | Sindaco |      |
| 2019    | in carica | Stefano Lombardi           | Lista civica (Centro-sinistra)          | Sindaco |      |

## Infrastrutture e trasporti

### Strade
Il comune è attraversato dalla ex strada statale 264 del Basso Volturno (ora strada provinciale 333).

### Ferrovie
La stazione di Piana di Monte Verna si trova lungo la ferrovia Alifana, che collega diversi centri dell'alto casertano con le città di Caserta e Napoli.
È inoltre disponibile il servizio sia pubblico che privato di autobus.

## Sport

### Volo ultraleggero
Si pratica ufficialmente il volo ultraleggero con deltaplano a motore, tre assi ed autogiro dal 1983 grazie al campo di volo del Club RaIns situato a Sud del paese.
Il campo di volo è dotato di 2 piste con fondo erboso della lunghezza di 330 metri (06/24) e 400 metri (00/18).
Le coordinate del campo sono 41°08'75N / 14°20'28E.